# Sonny Bill Williams
Sonny William „Sonny Bill“ Williams (* 3. srpna 1985 Auckland) byl novozélandský ragbista a boxer. Jako ragbista nastupoval na tříčtvrtce. 
Stal se dvakrát mistrem světa (MS 2011 a MS 2015). Na MS 2019 skončil třetí. V letech 2012, 2017 a 2018 se stal vítězem Rugby Championship. Za Nový Zéland odehrál 58 zápasů a připsal si 65 bodů (2010 - 2019).
V roce 2012 se stal s klubem Chiefs vítězem Super Rugby.
Jeho otec pochází ze Samoy, matka je Novozélanďanka se skotskými a irskými předky.

## Sportovní kariéra
- 2004–2008: hrál rugby league v týmu Canterbury Bulldogs (National Rugby League). V roce 2004 tuto soutěž vyhrál. Také hrál za reprezentaci Nového Zélandu.
- 2008–2010: hrál rugby union v týmu RC Toulonnais (Francie)
- 2009–2015: profesionálně boxoval (supertěžká váha), svedl sedm soubojů, všechny z nich vyhrál[6]
- 2010: hrál rugby union za tým Canterbury, působil také v novozélandské reprezentaci
- 2011: hrál rugby union za tým Crusaders, působil také v reprezentaci
- 2012: hrál rugby union za tým Chiefs, působil také v reprezentaci
- 2012–2013: hrál rugby union za tým Panasonic Wild Knights (Japonsko)
- 2013–2014: hrál rugby league za tým Sydney Roosters, působil také v reprezentaci
- 2014  Counties Manukau
- 2015: rugby union za tým Chiefs
- 2016: účastnil se sedmičkového turnaje na LOH 2016[7]
- 2017-2019 Auckland Blues (Super Rugby)
- 2019: Counties Manukau
- 2020: Sydney Roosters, Toronto Wolfpack